# 논란
논란(論難, controversy)이란 공개적인 갈등과 논쟁이 지속되어 사회적 자원이 소모되는 상황이다. 일반적으로 상충되는 의견이나 관점의 문제와 관련하여 장기간의 공개 논쟁이나 논쟁의 상태이다. 이 단어의 영단어는 controversy이며 이는 라틴어 논쟁(controversus), 즉 "반대 방향으로 방향을 바꾸다"의 합성어로서 만들어졌다.  실제로 언론에서는 비판, 사건 등과 동치해서 사용하고 있다. 언론으로 인해서 논란이 갈등의 불쏘시개로 쓰여지면서 사회갈등을 악화시키는 악순환이 반복되고 있다.

## 법
법이론에서 논쟁은 법적 사건과 다르다. 법적 사건에는 형사 소송과 민사 소송 등 모든 소송이 포함되지만 논쟁은 순전히 민사 소송이다.
예를 들어, 미국 헌법 제3조의 사건 또는 논쟁 조항(제2조 1항)은 "사법권은 ... 미국이 당사자가 되는 논쟁까지 확장되어야 한다"고 명시하고 있다. 이 조항은 실제 논쟁을 일으키지 않는 사건, 즉 [법원]에서 해결될 수 있는 상대방 간의 실제 분쟁에 대해 미국 연방 법원이 허용되지 않는다는 요구 사항을 부과하는 것으로 간주되었다. 연방 사법부의 관할 범위를 규정하는 것 외에도 법원이 자문 의견을 발부하는 것, 아직 익지 않은 사건(논란이 아직 발생하지 않았음을 뜻함) 또는 논쟁이 아직 발생하지 않았음을 뜻하는 무결함(mood) 사건을 심리하는 것을 금지한다.

## 벤퍼드법
1980년 천체 물리학자이자 SF 작가인 그레고리 벤퍼드가 표현한 벤퍼드의 논쟁 법칙은 다음과 같이 말한다: 열정은 이용 가능한 실제 정보의 양에 반비례한다. 즉, 특정 주제에 대해 사실적 정보가 적을수록 해당 주제에 대한 논란이 더 많이 발생할 수 있으며, 사실이 많을수록 논란이 덜 발생할 수 있다고 주장한다. 따라서 예를 들어 물리학에서의 논쟁은 아직 실험을 수행할 수 없는 주제 영역으로 제한되는 반면, 논쟁은 커뮤니티가 불충분한 정보를 바탕으로 행동 과정을 자주 결정해야 하는 정치에 내재되어 있다.

## 같이 보기
- 논증
- 변증법
- 오보
- 스캔들